# オサガメ
オサガメ（長亀、Dermochelys coriacea）は、爬虫綱カメ目オサガメ科オサガメ属に分類されるカメ。現生種では本種のみでオサガメ科オサガメ属を構成する。

## 分布
インド洋、大西洋、太平洋、地中海
繁殖地はインドネシア、コスタリカ、スリナム、スリランカ、マレーシア、パナマ、パプアニューギニア、南アフリカ共和国など。ウミガメ上科の他種と比較すると回遊性が大きいためか繁殖地は流動的で、仏領ギアナで繁殖地だった砂浜が侵食されると、仏領ギアナ内の別の砂浜や新しく砂浜が形成されたスリナムで産卵数が増加した例もある。フロリダ半島は比較的新しい繁殖地で、以前はほとんど産卵が確認されていなかったが産卵数が増加している。日本では2002年に奄美大島で産卵例がある。

## 形態
甲長120 - 189センチメートル。最大体重916キログラムと現生するカメ目最大種。骨質と鱗からなる甲羅は発達せず、皮膚で覆われる。英名（leatherback=背中が皮の）の由来になっている。背面には5本、体側面に1本ずつ、腹面に5本の筋状の盛りあがり（キール）がある。背面や体側面の体色は黒く、腹面は白い。背甲や四肢には白い斑点が入る。腹面は白色斑の割合が大きく、ほぼ白色になる。
上顎の先端は鉤状に尖り、クラゲを捕らえるのに適していると考えられている。咬合面は薄く刃物状で、クラゲを切断するのに適していると考える説もある。二次口蓋は発達しない。前肢は幅広い鰭状。前肢に爪はない。
塩腺の大きさは、脳の約2倍の大きさに達する。食道は長く、体の中心部で一度折り返してから胃に繋がる構造になっている。心臓は隔壁に弁のついた穴があり二心房二心室に近く、肺循環と体循環が完全に分離する。軟骨内に毛細血管が伸び、軟骨の伸長を促すと共に軟骨基部では急速に軟骨の再吸収と石灰化が行われ大型化の要因になっているとされる。体内に外気温よりも体温を高く維持できる発熱器官があり、これにより比較的低温にも耐性があると考えられている。骨盤は癒合せず、軟骨で結合される。
卵は直径5 - 6センチメートルの球形。孵化直後の幼体は甲長5 - 6センチメートルだが、生後1年で甲長60センチメートルに達すると考えられている。生後4年で背甲の正中線上の湾曲に沿った長さ（曲甲長）100センチメートルに達し、以後も年あたり8.6センチメートル成長する。孵化直後の幼体は背甲や四肢が小型鱗で覆われるが、成長に伴い消失する。
前脚の鰭は特に大きく、差し渡し2.7mに達するという。骨格は軽量化されている。前述の様に骨性の甲羅が発達しない他、頭骨は緩く重なりあうだけで縫合せず、四肢を構成する骨も中空のものが多い。生体ではこの内部に大量の油を含んでいる。身体も大きく、体積に対する身体の表面積の比率が小さいため、体温の保持には有利である。骨の内部に存在する大量の油も体温の保持に関係しているといわれる。これらの特徴は、このカメの特異な生態に由来するものである。孵化後3 - 15年（諸説あり）で甲長150センチを超える成体となる。

## 分類
オサガメ科の化石種は日本（北海道や淡路島）で白亜紀後期の地層からメソダーモケリス、北アメリカ大陸やヨーロッパで始新世の地層からエオスファルギス、アフリカ大陸や北アメリカ大陸・ヨーロッパで始新世の地層からプセフォフォルスPsephoohorusなどが発見されている。

## 生態

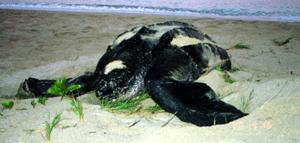
上陸するオサガメ

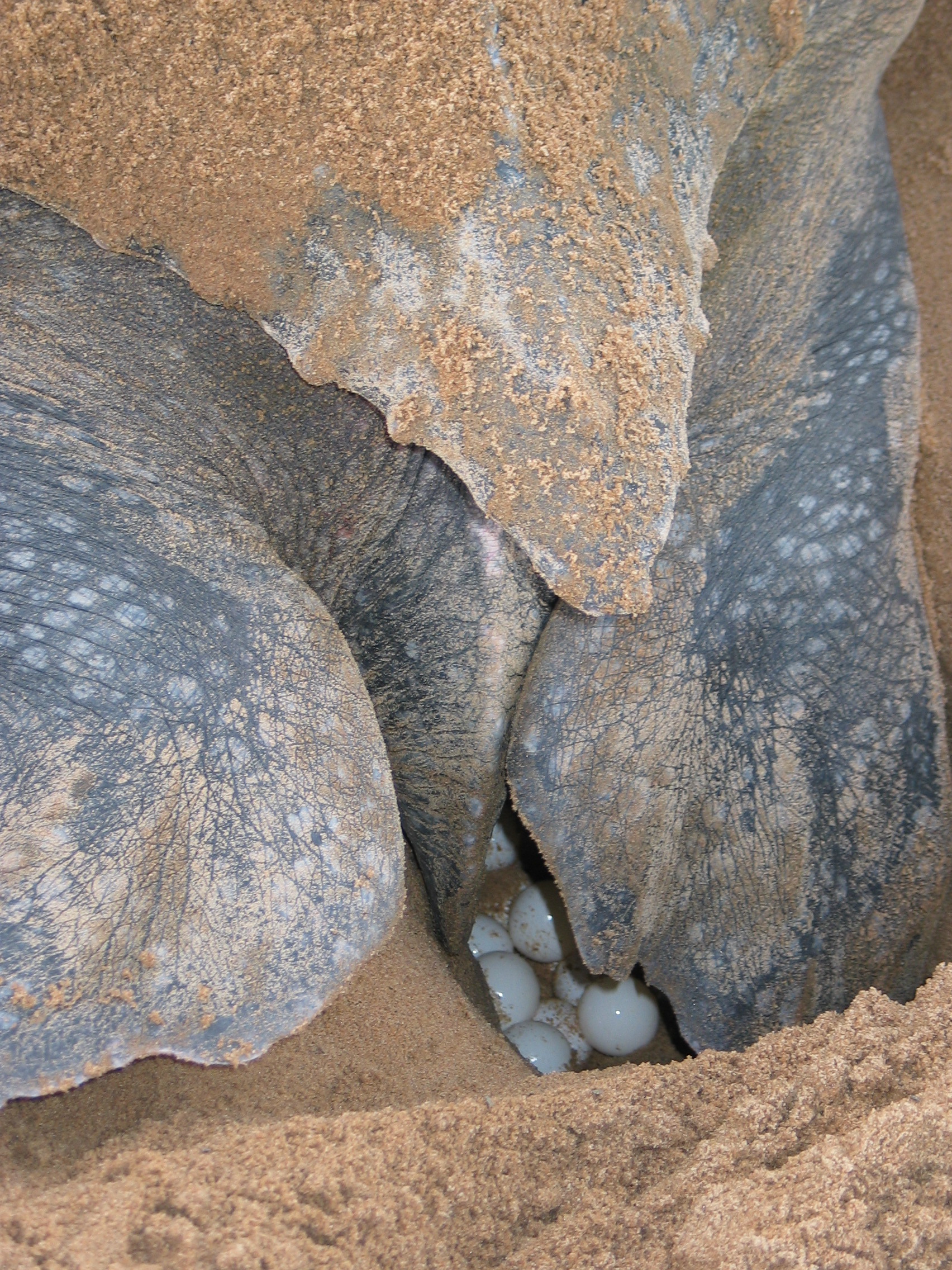
産卵するオサガメ

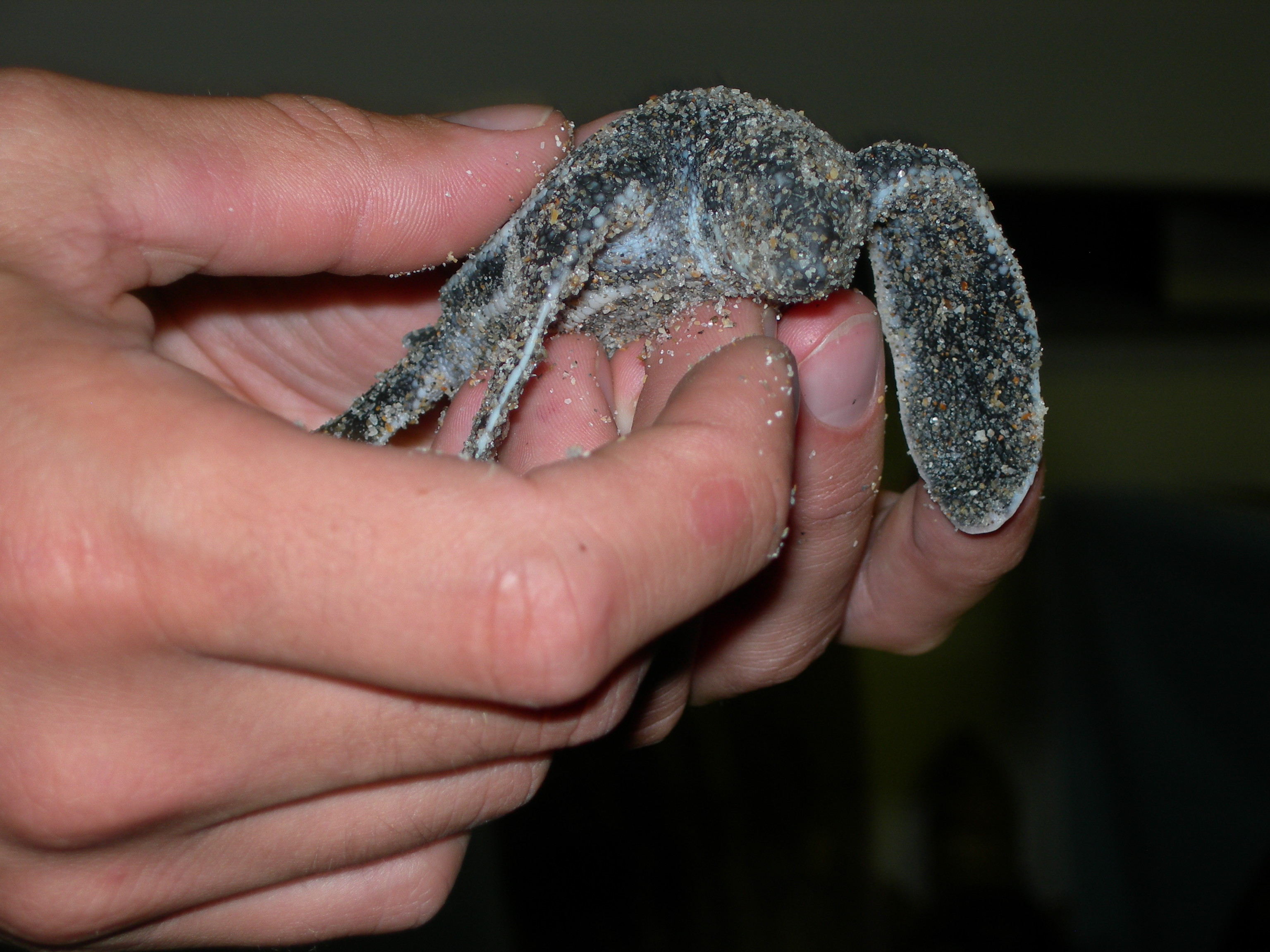
オサガメの幼体（アメリカ合衆国フロリダ州ボカラトン）

熱帯から温帯にかけての外洋に生息するが、水温の低い高緯度地域（北緯71度、南緯47度）まで回遊することもある。潜水能力は高く、水深1,000メートル以上（最長潜水71分、最大水深1,250メートル）まで潜水すると考えられている。本種が深海まで潜水するのは水温躍層にいるクラゲを捕食するためと考えられている。
骨格が薄く、弾力があるのは水圧を分散し、脳や内臓へのダメージを避けるための適応であろう。この潜水は、朝方に深く、夕刻には浅くなる傾向がある。これは、餌となるクラゲの生態と関係があるといわれる。ただし、暗い深海においていかなる方法でクラゲを捕らえるのかは判明していない。遊泳速度も最高で時速24kmとウミガメとしては最速。その活発な行動故か、性質も荒い。
カナダの都市ハリファクスにオサガメの死体が打ち上げられたことがあり、生物学者シャーマン・ブリークニーは、その死体を調査し、熱帯からオサガメが北上してきたと推定した。
主にクラゲを食べるが、甲殻類、棘皮動物、軟体動物、魚類、藻類なども食べる。シャチの胃の内容物から本種が発見された例もある。
クラゲは100gあたり22キロカロリーと栄養価は低く、体重数百キロの大型の個体となると一日の摂取量は100キロ近くなる計算であるという。
繁殖様式は卵生。マレー半島やニューギニア島では5 - 9月に卵を産む。卵は55 - 70日で孵化する。生後13 - 14年、早ければ生後3 - 4年で成熟する。性染色体をもたず発生時の温度によって雌雄が決定し（温度依存性決定）、雌雄がほぼ同率で産まれる温度（臨界温度）はスリナムや仏領ギアナで29.5 ℃、コスタリカで29.4 ℃の報告例がある。

## 人間との関係
卵は食用とされることもある。しかし肉はクラゲ由来の毒を含んでいるので食用には適さない。インドネシアにおいては体内の油はランプに用いられる。日本では江戸時代に平戸周辺（ヤサバと呼称）の捕鯨業者に灯油用に捕獲されることもあった。一方でアカウミガメを捕獲・食用とすることもあった四国（ヤツボネと呼称）や紀伊半島でも捕獲はされなかった。
漁業による混獲（特にマグロ用の延縄漁）、食用の乱獲などにより生息数は激減している。2000年には40か国の操業データと13のオブサーバー監視プログラムから約50,000頭が混獲されたと推定されている。太平洋での主要繁殖地であったマレーシアのトレンガヌ州では1956年における産卵巣は10,155個、1978年に3,500個、1984年に788個、1995年に35個と激減している。これは1980年代の漁業による混獲（トレンガヌ沖での刺し漁による混獲個体は1984年に77頭・1985年に33頭、トロール網漁による混獲個体は1984年に402頭・1985年に284頭と推定）、卵の乱獲、観光客による産卵地の環境悪化、1960年代から保護目的で行政により卵を採取して飼育下で孵化させようとした試みが行われたが卵を移動したことによる孵化率の低下・孵化温度が高温だったことで性差がメスに偏ったことなどが原因と推定されている。コスタリカのラスバウラス海洋国立公園では20年にわたり年あたり約90%の卵が組織的に盗掘され続けたことにより、産卵数が激減した。直接の因果関係は不明であるもののプラスチック製の袋やシートをクラゲと誤って食べることも多く、消化器官の障害や摂食不良が懸念されている。
2009年にカナダ・トロント大学などの研究グループが発表したオサガメの研究(1885-2007年、個体数408匹の解剖結果)で、死亡したオサガメの胃の中からプラスチック製品が見つかる割合は、初めて見つかった1968年以降、1998年には個体数全体の40％。1968年から2007年までの平均も37％と高い割合で推移している。クラゲと間違えてポリ袋や風船、たばこやお菓子の包装、釣り糸などを捕食している個体を多数確認しており、その中にはビニール袋を消化管につまらせて直接の死因と疑われている個体も11例確認されている。日本ではクラゲと間違えやすいビニール袋類の誤飲が直接の死因なのか、明確な因果関係が示されていないが、欧米ではビニール袋や風船のような漂流・漂着ごみもオサガメの生命を脅かすものと見なされている。場所によっては、人工繁殖などの試みも成されている。
インド洋南西部、大西洋南西部、太平洋東部、太平洋西部個体群
CRITICALLY ENDANGERED (IUCN Red List Ver. 3.1 (2001))

大西洋北西部個体群
LEAST CONCERN (IUCN Red List Ver. 3.1 (2001))

インド洋北東部、大西洋南東部個体群
DATA DEFICIENT (IUCN Red List Ver. 3.1 (2001))

常に四肢を動かして遊泳し閉鎖環境で自己定位することができないことから、壁面に頭部が激突してしまい飼育は難しいとされる。
京都府京丹後市網野町の琴引浜鳴き砂文化館には2013年1月に同町の海岸に打ち上げられたオサガメの剥製が展示されている。

## 画像

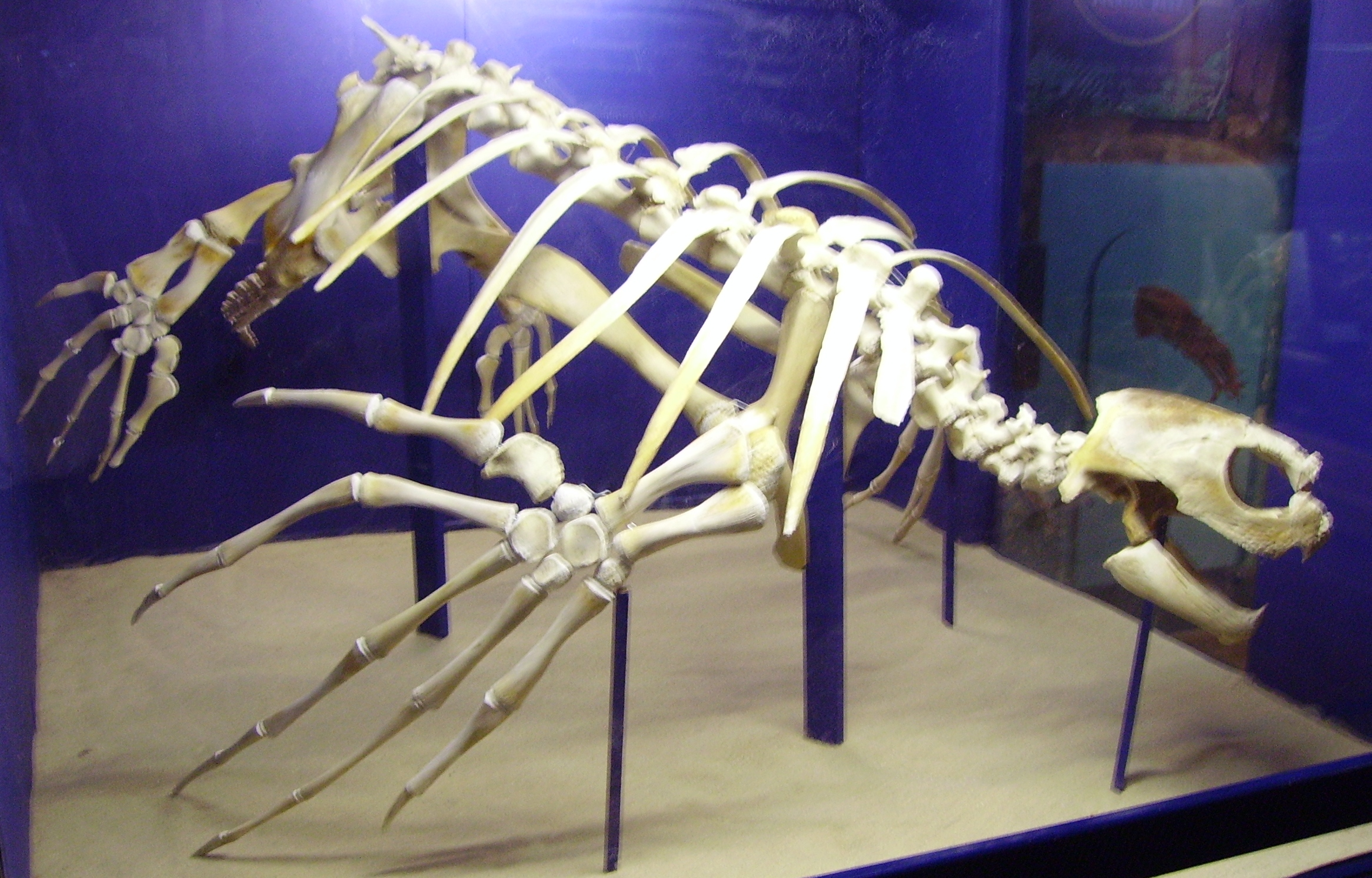
骨格
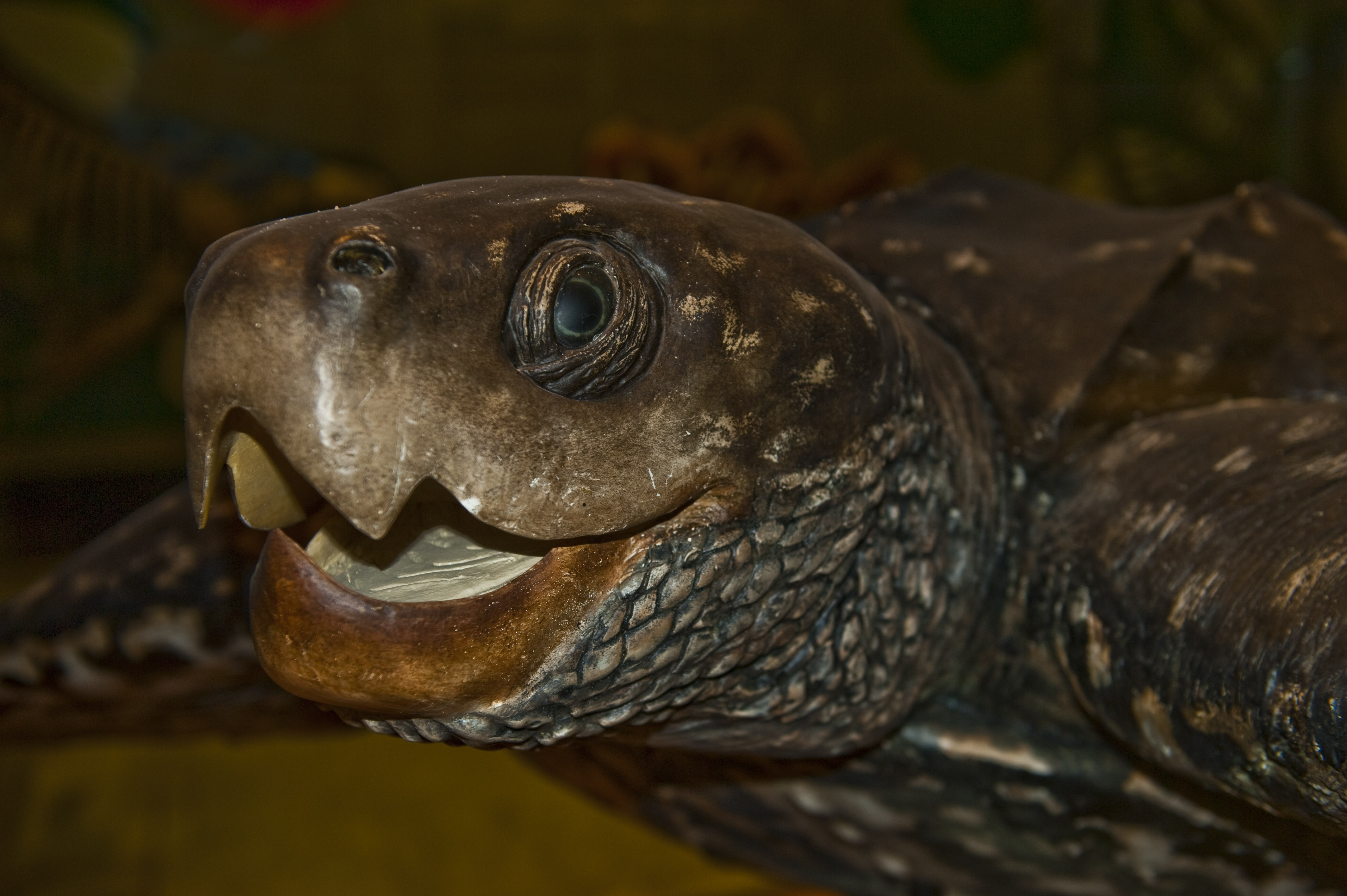
頭部